# 中期旧石器時代
中期旧石器時代（Middle PaleolithicまたはMiddle Palaeolithic）はヨーロッパやアフリカ、アジアで理解されているように旧石器時代の2番目の区分である。中期石器時代という用語は、アフリカ考古学で中期旧石器時代に相当する語彙か同義語である。中期旧石器時代は広く30万年前から3万年前まで期間が当てられている。期間については地域ごとに相当な違いがある。中期旧石器時代は5万年前から4万年前に初めて始まる後期旧石器時代が続く。ペティットとホワイトは、イギリスの中期旧石器時代前半を32万5000年前から18万年前の期間とし（最近の海洋酸素同位体ステージ9から最近の海洋酸素同位体ステージ7にかけて）、中期旧石器時代後半は6万年前から3万5000年前としている。
アフリカ単一起源説の理論によると、解剖学的現代人類は約10万年前か7万年前に中期石器時代・中期旧石器時代にアフリカからの移住を開始し、ネアンデルタール人やホモ・エレクトスのような先住ヒト属と置き換わり始めた。しかしイスラエルから出土する最近の化石発見は、かつての証拠が示唆するよりも約8万5000年早く我がホモ・サピエンスが18万5000年前にアフリカの外で暮らしていたことを示している。

## 現代的行動の起源
現代的行動の最初期の証拠は、中期旧石器時代に初めて現れるが、現代的行動の明白な証拠は、次の後期旧石器時代に一般的になるに過ぎない。
クロアチアのクラピナ（13万年前）やスクール・カフゼのヒト科（10万年前）のような場所での中期旧石器時代の葬祭は、中期旧石器時代の文化が死後の生活のような観念に基づく信仰を含む発展する宗教的思想を保持していたかも知れないと信じるフィリップ・リーバーマンのような一部の人類学者や考古学者を生み出しているが、他の学者は、死体は非宗教的な理由で埋葬されたと示唆している。
アタプエルカ山脈のホモ・ハイデルベルゲンシス墓地からの最近の考古学的発見によると、意図的な埋葬の実行は、前期旧石器時代後半の早い時期に始まったかも知れないが、この理論は科学者の間では相当疑問視されている。フランスのコンブグレナルやムーラ岩陰遺跡のような様々な墓地のネアンデルタール人の骨の切り傷は、現代の一部の人類文化のようにネアンデルタール人が仮定上の宗教的理由によりエクスカーネーションを行ったかも知れないことを示している。
またテューリンゲン州のビルツィングスレーベンのタンタンのヴィーナスや象の骨に見出される模様のような芸術表現の初期の例が中期旧石器時代の始まりに先立つホモ・エレクトスのようなアシューリアン石器使用者により作られた可能性があるが、旧石器時代の最初期の芸術表現の明白な証拠は、ブレスレットやビーズ、アートロック、ボディーペイントとしてそして恐らく儀式に用いたオーカーの形態でボロンボス洞窟のような中期旧石器時代・中期石器時代からのものである。大きな魚を釣ったり特別な石器で大きな漁獣を狩猟するような活動は、増大した集団内の協同や更に緻密な社会組織を暗示している。
宗教や芸術のような他の高度な文化的特徴を発展させるのに加えて、人類も12万年前という早い時期の中期旧石器時代の（しばしば儀式のような宗教的な目的で用いられたオーカーのような）稀な商品や生ものを商う集団間で長距離の貿易に参加し始めた。バンド間の貿易が関連する欠乏期に（例：飢饉または旱魃）生もののような資源や商品を交換できるようになることで生き残りを保証する助けになる為に集団間の貿易は中期旧石器時代に現れた可能性がある。

## 社会階層
考古学や比較文化人類学からの証拠は、中期旧石器時代の人々が後期旧石器時代のバンド社会や！クン族やムブティ族のような現代の一部の狩猟採集民と同様に小さな平等主義のバンド社会に暮らしていたことを示している。ネアンデルタール人の社会と現代人類の社会は共に中期旧石器時代に社会の年長者の世話をした。クリストファー・ベーム（1999年）は飢饉を回避し安定した食糧供給を平等に行えるように食糧や肉のような資源を分配する必要から平等主義が中期旧石器時代の社会で興隆した可能性があると仮説を立てた。
例によって旧石器時代を通じて女は植物や薪を集め男は狩りをしたり死んだ動物を一掃したというのが考えられてきた。しかしアリゾナ大学の人類学者で考古学者のスティーヴン・カンが行った最近の考古学調査は、この性別による労働が（恐らく）中期旧石器時代には（西暦紀元前4万年か5万年の現代人類やネアンデルタール人）後期旧石器時代に先立って存在せず割と最近では人類の先史学で進化したことを示唆している。性別による労働は、もっと効率的に食料などの資源を獲得できるように人類を進化させた可能性があり、従ってヨーロッパのネアンデルタール人と競う後期旧石器時代のホモ・サピエンスを出現させた可能性がある。

## 栄養摂取
中期旧石器時代にも狩猟採集が食糧供給のほとんどを賄ったが、海産食品で食事を賄う（漁撈）ことや、肉を燻製にしたり乾燥させることによる保存・貯蔵も始めた。
例えば現在のコンゴ民主共和国にあたる地域の中期石器時代人は、約9万年前には専用の返しのついた銛で大きな6-フート (1.8 m)長いナマズを釣っていた。
約11万年前には、イタリアのネアンデルタール人や、アフリカのピナクルポイントのホモ・サピエンスらが、食用に甲殻類を調理した痕跡が遺構から見つかっている。

### 食人
ティム・D・ホワイトのような人類学者は、ネアンデルタール人などの中期旧石器時代の遺構で発見される大量の「解体された人骨」から、共食いが後期旧石器時代の始まりに先立ち人間社会で一般的であったと示唆している。共食いは食糧の欠乏により起きる可能性もあるが、後期旧石器時代に起きたと考えられる宗教的実践としての食人へと発展する過程で起きた可能性もある。
一方で、ヒトによる共食いの痕跡が全く見られない損壊人骨の発見はエクスカーネーション（転生を信じた上での宗教的儀式）の結果か、剣歯虎やライオン、ハイエナのような肉食動物による捕食であった可能性を残している。

## 技術

### 石器
中期旧石器時代の石器製造は、かつてのアシューリアン文化から、さらに高度な石核調整技術ルヴァロア技法が編み出され、より精巧な剥片石器の量産が可能となった。
ウォレスとシーアは、石核遺物を公式石核と便法石核の二つの異なる種類に分けた。便法石核が更に機能性に基づくものである一方で、公式石核は原石から最大量抽出できるよう設計されている。この手法は更に管理的で不変の破片の創造を認めることで効率を上げた。この手法は木製の軸に鋭く先のとがった石片を付けることで最初期の混成石器である石の付いた槍を中期旧石器時代人が対応して作れるようにした。中期旧石器時代クラスの技術を手に入れていたネアンデルタール人のような旧石器時代の集団は、後期旧石器時代の現代人類同様に将に狩りをしていたようであり、ネアンデルタール人は特に発射兵器で同様に狩りをした可能性がある。
それにもかかわらず狩りにおけるネアンデルタール人の発射兵器の使用は、非常に稀に行われ（または恐らく全く行われず）、ほとんどの場合待ち伏せるか発射兵器で距離をとって攻撃するよりも槍を突き刺すような乱闘用兵器で攻撃することで大きな猟獣を狩っていた。中期旧石器時代の石器の本質に関する現状の論争は、一連の機能的に特定の石器様式と予想された石器様式があったか、ハロルド・L・ディブルが示唆するように刃の維持の限度を投影する石器構造の単純な連続があったかという点である。

### 火の使用
火の使用は、中期旧石器時代の人類の前史で初めて広まり、25万年前には人類は食糧を調理し始めた。一部の科学者は、ヒト科が寒冷地域で生き残りを確実にするのを手助けする冷凍肉を解凍して食糧を調理し始めたと仮説を立てている。分子生物学者ロバート・K・ウェインはイヌ科のDNAの比較を基に論争上犬は紀元前10万年頃かそれより前の中期旧石器時代に初めて家畜化された可能性があると主張している。クリストファー・ベーム（1999年）は平等主義は飢饉を避け安定した食糧供給を確実にするために食糧や肉のような資源を平等に分配する必要から中期旧石器時代の社会で興隆した可能性があると仮説を立てている。

## 遺構

### 洞窟
- アクスロル（英語版）：スペイン
- ペトラロナ（英語版）：ギリシャ
- ル・ムスティエ（英語版）：フランス—ムスティエ文化も参照
- ネアンデルタール人：ドイツ
- スパイ洞窟（英語版）（スパイ（英語版））：ベルギー

### 野外
- ビアシュサンヴァースト（英語版）：フランス
- マーストリヒト-ベルヴェデーレ（英語版）：オランダ
- フェルトウェツェルト・ハツェルワテル（英語版）：ベルギー

## 参照
1. 1 2 3 4 5 6 7 8 9  Miller, Barbra; Bernard Wood; Andrew Balansky; Julio Mercader; Melissa Panger (2006). Anthropology. Boston Massachusetts: Allyn and Bacon. p. 768. ISBN 0-205-32024-4
2. ↑  Pettit, Paul; White, Mark (2012). The British Palaeolithic: Human Societies at the Edge of the Pleistocene World. Abingdon, UK: Routledge. pp. 209, 293. ISBN 978-0-415-67455-3
3. ↑  Origins of Modern Humans: Multiregional or Out of Africa? By Donald Johanson
4. ↑  Ghosh, Pallab (2018年). “Modern humans left Africa much earlier” (英語). BBC News 2018年1月28日閲覧。
5. ↑  Evolving in their graves: early burials hold clues to human origins - research of burial rituals of Neandertals
6. ↑  Lieberman, Philip (1991). Uniquely Human: The Evolution of Speech, Thought, and Selfless Behavior. Harvard University Press. ISBN 978-0-674-92183-2
7. ↑  Jonathan Amos (2004年4月15日). “Cave yields 'earliest jewellery'”. BBC News 2008年3月12日閲覧。
8. ↑  Hillary Mayell. “Oldest Jewelry? "Beads" Discovered in African Cave”. National Geographic News. 2008年3月3日閲覧。
9. 1 2 3  Sean Henahan. “Blombos Cave art”. Science news. 2008年3月12日閲覧。
10. ↑  "Human Evolution," Microsoft Encarta Online Encyclopedia 2007. Microsoft Corporation. Contributed by Richard B. Potts. Archived 2009-11-01.
11. ↑  Felipe Fernandez Armesto (2003). Ideas that changed the world. Newyork: Dorling Kindersley limited. p. 400. ISBN 978-0-7566-3298-4;
12. 1 2 3 4  Hillary Mayell. “When Did "Modern" Behavior Emerge in Humans?”. National Geographic News. 2008年2月5日閲覧。
13. ↑  Boehm, Christopher (2009). Hierarchy in the Forest: The Evolution of Egalitarian Behavior. Harvard University Press. ISBN 978-0-674-02844-9, p. 198
14. 1 2  Boehm, Christopher (2009). Hierarchy in the Forest: The Evolution of Egalitarian Behavior. Harvard University Press. ISBN 978-0-674-02844-9, p. 192
15. 1 2  Stefan Lovgren. “Sex-Based Roles Gave Modern Humans an Edge, Study Says”. National Geographic News. 2008年2月3日閲覧。
16. ↑  "Human Evolution," Microsoft Encarta Online Encyclopedia 2007 Archived 2008-04-08 at the Wayback Machine. Contributed by Richard B. Potts.
17. ↑  John Noble Wilford (2007年10月18日). “Key Human Traits Tied to Shellfish Remains”. New York Times 2008年3月11日閲覧。
18. ↑  Tim D. White (2006-09-15). Once were Cannibals. University of Chicago Press. ISBN 978-0-226-74269-4 2008年2月14日閲覧。
19. ↑  James Owen. “Neandertals Turned to Cannibalism, Bone Cave Suggests”. National Geographic News. 2008年2月3日閲覧。
20. ↑  Pathou-Mathis M (2000). “Neandertal subsistence behaviours in Europe”. International Journal of Osteoarchaeology 10 (5):  379–395. doi:10.1002/1099-1212(200009/10)10:5<379::AID-OA558>3.0.CO;2-4.
21. 1 2  Karl J. Narr. “Prehistoric religion”. Britannica online encyclopedia 2008. 2008年3月28日閲覧。
22. 1 2  "Human Evolution," Microsoft Encarta Online Encyclopedia 2007. Microsoft Corporation. Contributed by Richard B. Potts. Archived 2009-11-01.
23. ↑  石器テクノロジーの発達とデザインの変遷
24. ↑  Wallace, Ian; Shea, John (2006). “Mobility patterns and core technologies in the Middle Paleolithic of the Levant”. Journal of Archaeological Science 33:  1293–1309. doi:10.1016/j.jas.2006.01.005.
25. ↑  Ann Parson. “Neandertals Hunted as Well as Humans, Study Says”. National Geographic News. 2008年2月1日閲覧。
26. ↑  Boëda, E.; Geneste, J.M.; Griggo, C.; Mercier, N.; Muhesen, S.; Reyss, J.L.; Taha, A.; Valladas, H. (1999). “A Levallois point embedded in the vertebra of a wild ass (Equus africanus): Hafting, projectiles and Mousterian hunting”. Antiquity 73:  394–402.
27. ↑  Cameron Balbirnie (2005年2月10日). “The icy truth behind Neandertals”. BBC News 2008年4月1日閲覧。
28. ↑  Dibble, H.L. 1995. Middle paleolithic scraper reduction: Background, clarification, and review of the evidence to date. Journal of Archaeological Method and Theory 2:299-368
29. ↑  Nicholas Toth and Kathy Schick (2007). Handbook of Paleoanthropology. Springer Berlin Heidelberg. p. 1963. ISBN 978-3-540-32474-4
30. 1 2  Wrangham, Richard; Conklin-Brittain, NancyLou (September 2003). “‘Cooking as a biological trait’” (pdf). Comparative Biochemistry and Physiology A 136 (1):  35–46. doi:10.1016/S1095-6433(03)00020-5. PMID 14527628.  オリジナルの19 May 2005時点におけるアーカイブ。 2014年6月5日閲覧。.
31. ↑  Christine mellot. “stalking the ancient dog”. Science news. 2008年3月1日閲覧。